# Covellite
La covellite ou covelline est une espèce minérale composée de sulfure de cuivre de formule CuS avec des traces de fer, de sélénium, d'argent et de plomb. La covellite est le premier supraconducteur naturel découvert.

## Historique de la description et appellations

### Inventeur et étymologie
La covellite est dédiée à Niccola Covelli, minéralogiste italien (1790-1832) qui découvrit l'espèce. Sa description a été faite par François Sulpice Beudant en 1832.

### Topotype
Le topotype se trouve au Mont Somma (Vésuve), Naples, Campanie, Italie.

### Synonymes
Liste des synonymes :
- breithauptite (Chapman) ; il existe bien une espèce minérale de ce nom : la breithauptite ;
- cantonite (Pratts). Le nom évoque le topotype : la mine de Canton, comté de Cherokee, Géorgie, États-Unis. Il s'agit d'une espèce déclassée qui est en fait une pseudomorphose de galène par la covellite[6] ;
- coveline ;
- covellinite ;
- covellonite.

## Caractéristiques physico-chimiques

### Critères de détermination
La covellite se présente sous forme de cristaux hexagonaux tabulaires à aplatis.
Elle est opaque et d'éclat métallique, sa couleur est un mélange de bleu indigo, violet, irisé, pourpré, noir et grisâtre. Son trait est gris, noir, bleu foncé ou gris de plomb.
C'est un minéral très tendre, de dureté entre 1,50 et 2,00 sur l'échelle de Mohs. Sa cassure est irrégulière.

### Cristallographie
La covellite cristallise à température ambiante dans le système cristallin hexagonal, de groupe d'espace P63/mmc (Z = 6 unités formulaires par maille conventionnelle).
- Paramètres de la maille conventionnelle : {\displaystyle a} = 3,793 8 Å, {\displaystyle c} = 16,341 Å (volume de la maille V = 203,68 Å3)
- Masse volumique calculée = 4,68 g/cm3

Les atomes de cuivre sont distribués sur deux sites non-équivalents, ainsi que ceux de soufre. Cu1 possède une coordination triangulaire plane avec les atomes de soufre, inhabituelle pour les composés de cuivre. Cu2 est en coordination tétraédrique. Les groupes Cu1S3 et Cu2S4 sont reliés par leurs sommets. S1 est en coordination trigonale bipyramidale au cuivre. S2 est en coordination tétragonale (3+1) au cuivre et au soufre et forme des liaisons S2 similaires à celles trouvées dans la pyrite FeS2. Les longueurs de liaison moyennes sont Cu1-S = 2,190 Å, Cu2-S = 2,312 Å, S1-Cu = 2,247 Å, S2-Cu = 2,305 Å et S2-S2 = 2,071 Å. La structure de la covellite peut être décrite comme un empilement de couches le long de la direction c, contenant alternativement les groupes plans Cu1S3 et des doubles couches formées par les tétraèdres Cu2S4.

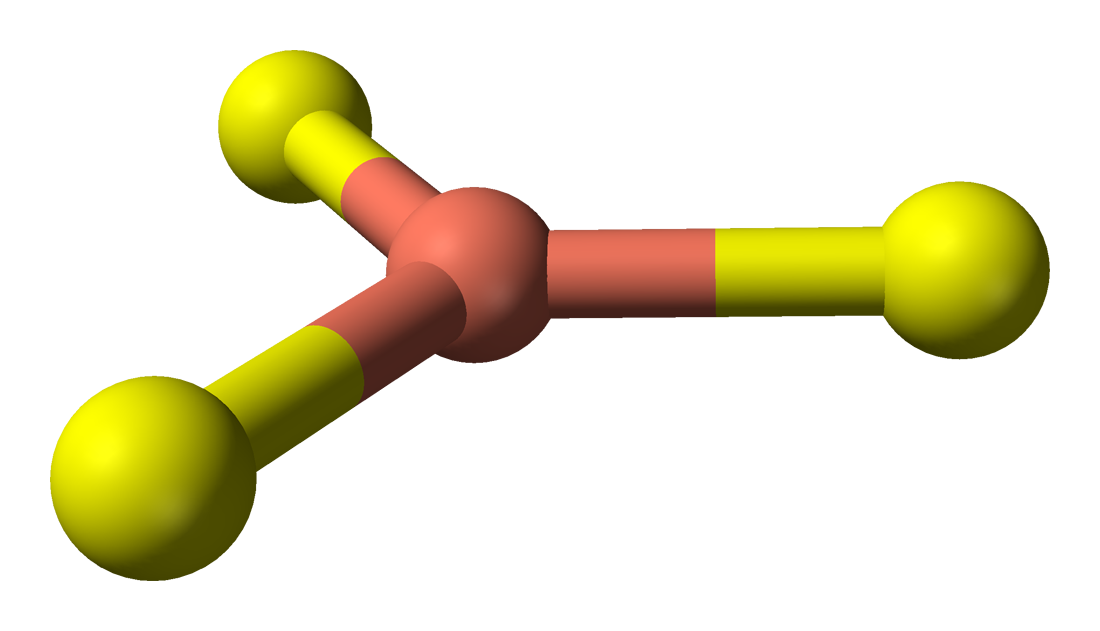
Groupe Cu1S3
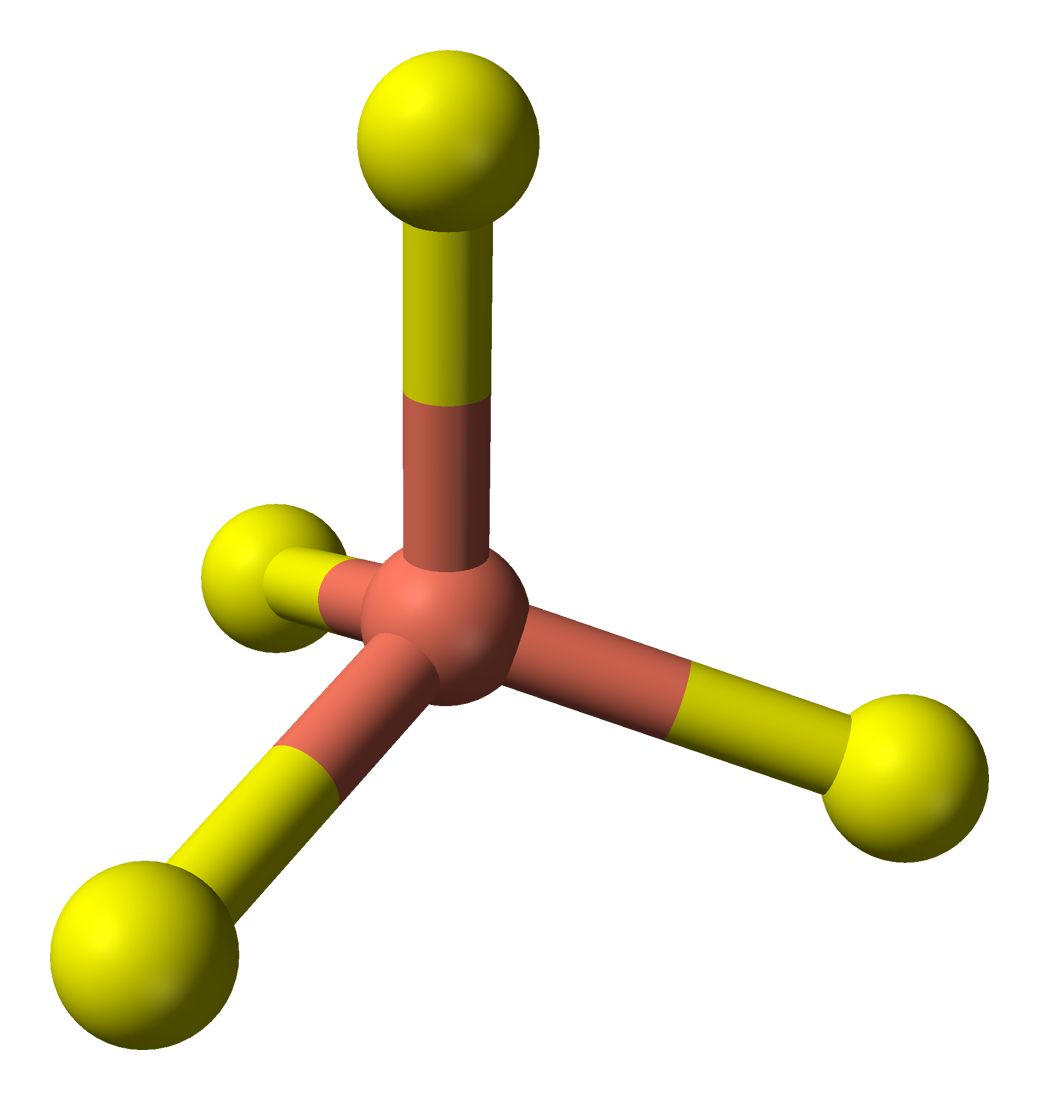
Groupe Cu2S4
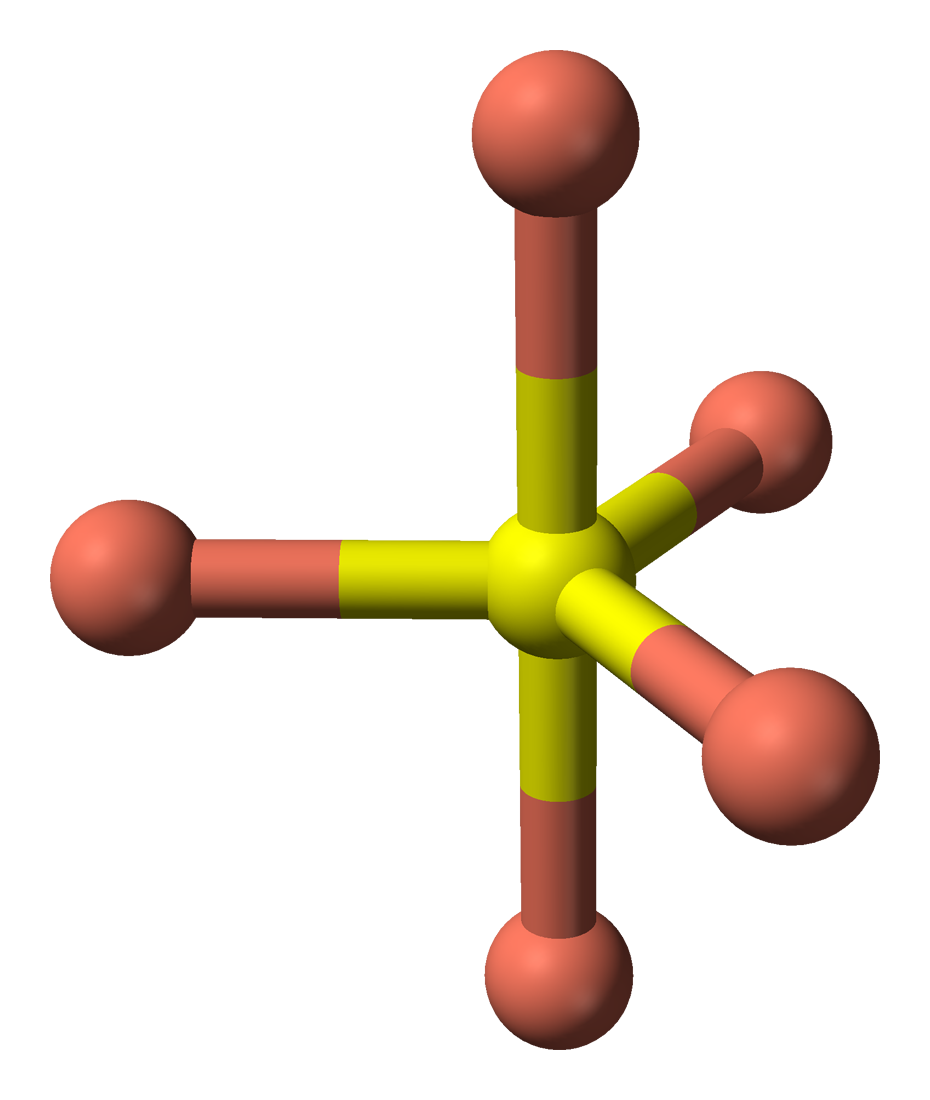
Groupe S1Cu5
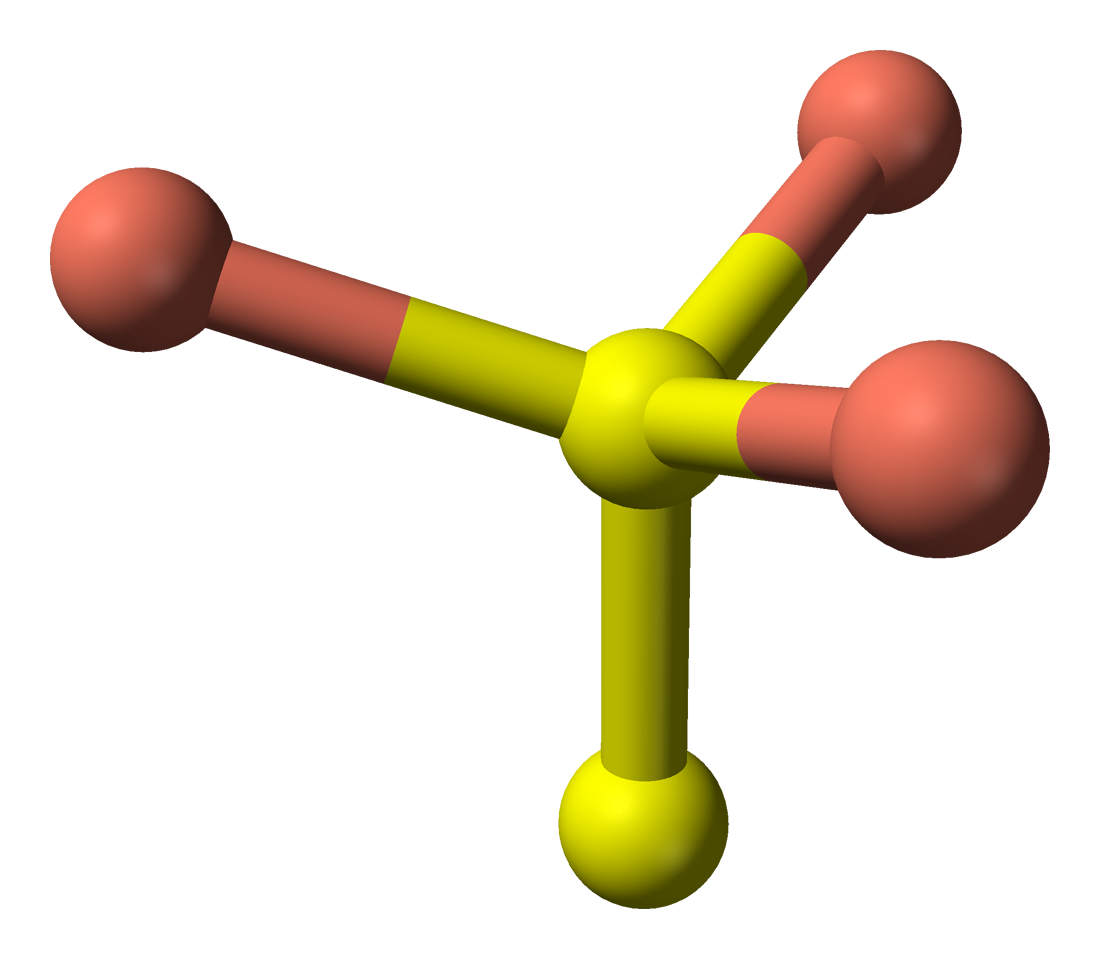
Groupe S2Cu3S

En dessous de 55 K, la covellite subit une transition de phase structurelle du second degré et devient orthorhombique, de groupe d'espace Cmcm (Z = 12), avec les paramètres de maille {\displaystyle a} = 3,760 Å, {\displaystyle b} = 6,564 Å et {\displaystyle c} = 16,235 Å (V = 400,69 Å3, masse volumique calculée = 4,75 g/cm3).

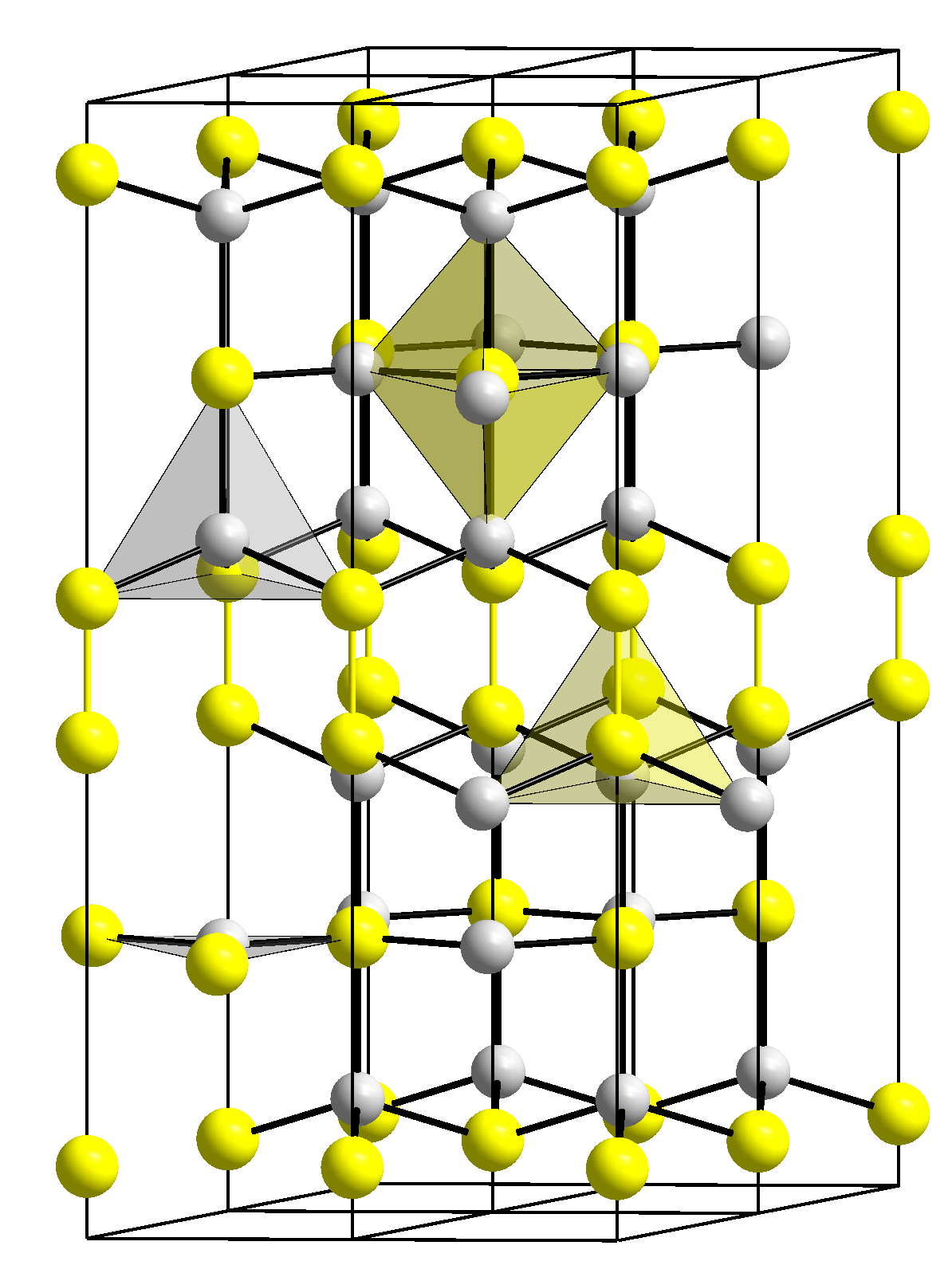
Structure de la covellite à température ambiante. Jaune : S, gris : Cu.
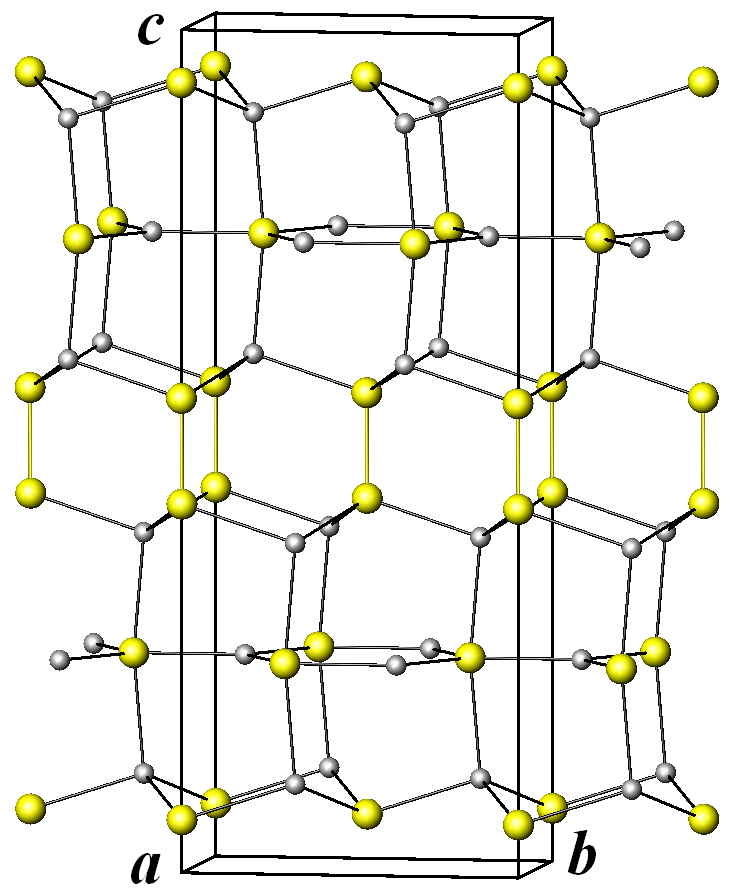
Structure de la covellite en dessous de 55 K. Jaune : S, gris : Cu.

### Propriétés physiques
À partir de la température critique 1,63 K et en dessous, la covellite devient supraconductrice.

## Gîtes et gisements

### Gîtologie et minéraux associés
La covellite est un minéral de formation secondaire des gisements de cuivre associé à l’énargite, à la chalcocite, aux cuivres gris… La formation volcanique du topotype est exceptionnelle.

### Gisements producteurs de spécimens remarquables
- Allemagne

Grube Clara près d'Oberwolfach (Forêt-Noire), Bade-Wurtemberg
- Belgique

Carrière de la Flèche, Bertrix, province de Luxembourg
- Canada

Mine Robb-Montbray, Rouyn-Noranda, Abitibi-Témiscamingue, Québec
- États-Unis

Galactic Open Pit, Summitville District, Comté de Rio Grande, Colorado
Leonard Mine, Butte District, comté de Silver Bow, Montana,
- France

La Verrière, Monsols, Rhône
Le Franciman Mine, Saint-Jean-de-Jeannes, Paulinet, Alban, Tarn
- Italie

Calabona et Alghero en Sardaigne

## Utilisation
La covellite peut être utilisée pour son minerai de cuivre.

## Galerie

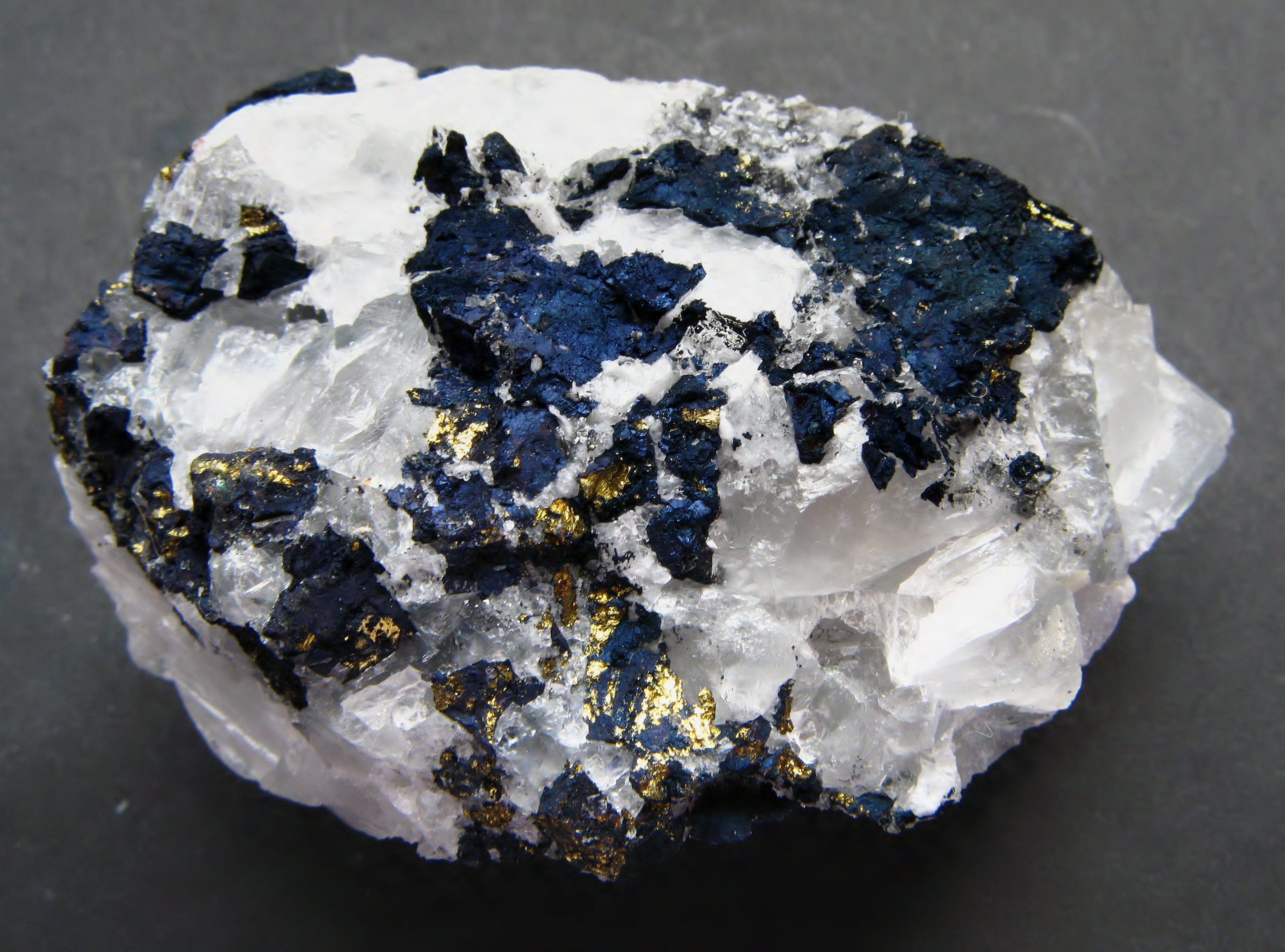
Grube Clara, Oberwolfach (Forêt-Noire, Allemagne)
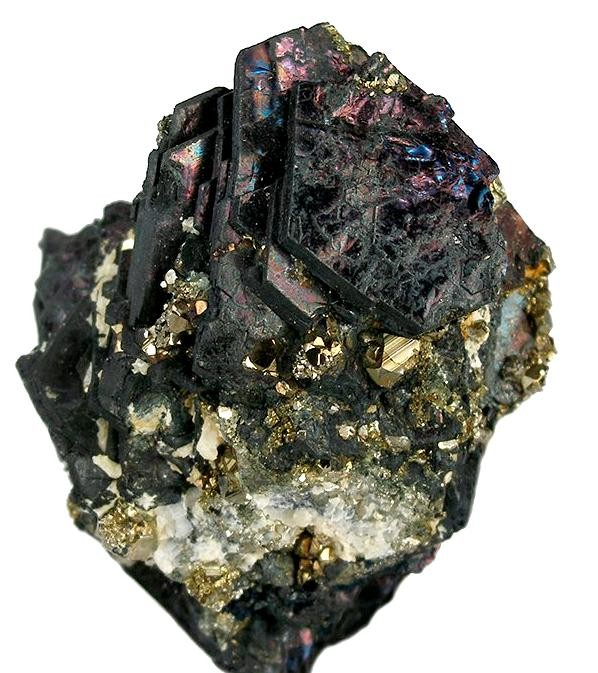
Covellite, habitus hexagonal en feuillets (avec de la pyrite)